# Lechería

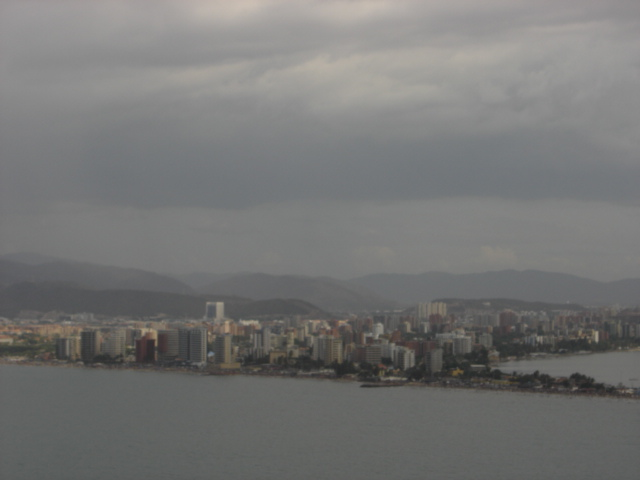
Vista sobre Lechería.

Lechería (pronuncia-se em castelhano: AFI: /leʧeˈɾia/) é a capital do municipio autónomo Diego Bautista Urbaneja, faz parte da Grande Barcelona. Possui uma população de 43 368 habitantes para 2020. De forma errónea é chamada algumas vezes como "Lecherías".
É um das cidades mais modernas e ricas economicamente do país. Fica a 230 km de Caracas.